# 560 Delila
560 Delila је астероид главног астероидног појаса са пречником од приближно 37,24 km.
Афел астероида је на удаљености од 3,194 астрономских јединица (АЈ) од Сунца, а перихел на 2,308 АЈ.
Ексцентрицитет орбите износи 0,161, инклинација (нагиб) орбите у односу на раван еклиптике 8,468 степени, а орбитални период износи 1666,925 дана (4,563 године).
Апсолутна магнитуда астероида је 10,60 а геометријски албедо 0,073.
Астероид је откривен 13. марта 1905. године.